# Dysdera hirsti
Dysdera hirsti är en spindelart som beskrevs av Denis 1945. Dysdera hirsti ingår i släktet Dysdera och familjen ringögonspindlar.
Artens utbredningsområde är Algeriet. Inga underarter finns listade i Catalogue of Life.